# I Wanna Be Your Dog
„I Wanna Be Your Dog“ je píseň americké rockové skupiny The Stooges z jejího eponymního alba z roku 1969. Roku 1969 rovněž vyšla jako singl (se zkrácenou stopáží), přičemž na jeho B-straně byla píseň „1969“. Autory písně jsou všichni členové skupiny, to jest Dave Alexander, Ron Asheton, Scott Asheton a Iggy Pop, a v její originální verzi vedle nich hraje ještě její producent John Cale na klavír a rolničky. Roku 2005 vyšlo celé album v reedici a obsahovalo i původní Caleův mix této písně, který na jeho původním vydání nevyšel. Roku 2005 rovněž Caleův mix písně „I Wanna Be Your Dog“ vyšel na singlu (tentokrát jako B-strana posloužil Caleův mix písně „Real Cool Time“). Roku 2012 píseň vyšla na Caleově kompilaci Conflict & Catalysis: Productions & Arrangements 1966-2006 (i zde vyšel Caleův mix).
Píseň byla použita v různých filmech (například Sbal prachy a vypadni či Cruella) a počítačových hrách (Vietcong a GTA IV). Nahráli ji například Sonic Youth, Émilie Simon nebo Joan Jett.